# Mokřina (Milíkov)
Mokřina (do roku 1948 Krottensee) je malá vesnice, část obce Milíkov v okrese Cheb v Karlovarském kraji. Nachází se asi dva kilometry severozápadně od Milíkova. Je zde evidováno 20 adres. V roce 2011 zde trvale žilo 18 obyvatel.
Mokřina je také název katastrálního území o rozloze 2,01 km².

## Historie
První písemná zmínka o vesnici pochází z roku 1311.
Vesnice patřila k leuchtenberkovským lénům. Koncem 14. století byla rozdělena na několik částí. Když roku 1492 přešla bývalá leuchtenberská léna do správy pánů z Plavna a poté do Šliků, došlo k připojení Mokřiny k loketskému manskému obvodu. Roku 1595 jsou uváděni jak vlastníci Redwitzové, po nich Globnárové. Roku 1653 koupili vesnici Metternichové.
Po druhé světové válce postihl vesnici odsun německého obyvatelstva, po válce však došlo k částečnému dosídlení. Zajímavou stavbou v Mokřině je barokní kaple z roku 1725, původně zasvěcená svaté Barboře. Po odsunu německého obyvatelstva byli do oblasti přesunuti pravoslavní obyvatelé z východního Slovenska. Noví obyvatelé kapli přestavěli a přidali k ní půlkruhovou apsidu. Tato kaple byla přejmenována na kapli Narození přesvaté Bohorodice a slouží jako pravoslavná.

## Obyvatelstvo
Při sčítání lidu v roce 1921 zde žilo 300 obyvatel, z nichž bylo 299 německé národnosti a jeden cizozemec. K římskokatolické církvi se hlásilo 298 obyvatel, dva k evangelické.
| Rok            | 1869 | 1880 | 1890 | 1900 | 1910 | 1921 | 1930 | 1950 | 1961 | 1970 | 1980 | 1991 | 2001 | 2011 | 2021 |
| -------------- | ---- | ---- | ---- | ---- | ---- | ---- | ---- | ---- | ---- | ---- | ---- | ---- | ---- | ---- | ---- |
| Počet obyvatel | 412  | 385  | 323  | 309  | 329  | 300  | 308  | 117  | 106  | 94   | 44   | 22   | 14   | 18   | 27   |
| Počet domů     | 66   | 73   | 70   | 70   | 69   | 68   | 71   | 33   | 26   | 22   | 12   | 20   | 20   | 20   | 20   |

## Obecní správa
Při sčítání lidu v letech 1850–1879 Mokřina byla osadou obce Milíkov v okrese Planá. V letech 1880–1959 byla samostatnou obcí, se kterým patřila nejprve do okresu Planá, ale v letech 1900–1959 v okrese Mariánské Lázně. V letech 1960–1975 byla částí obce Tuřany v okrese Cheb. Od 1. ledna 1976 do 23. listopadu 1990 byla částí obce Dolní Žandov v okrese Cheb. Od 24. listopadu 1990 je opět částí obce Milíkov v okrese Cheb.

## Galerie

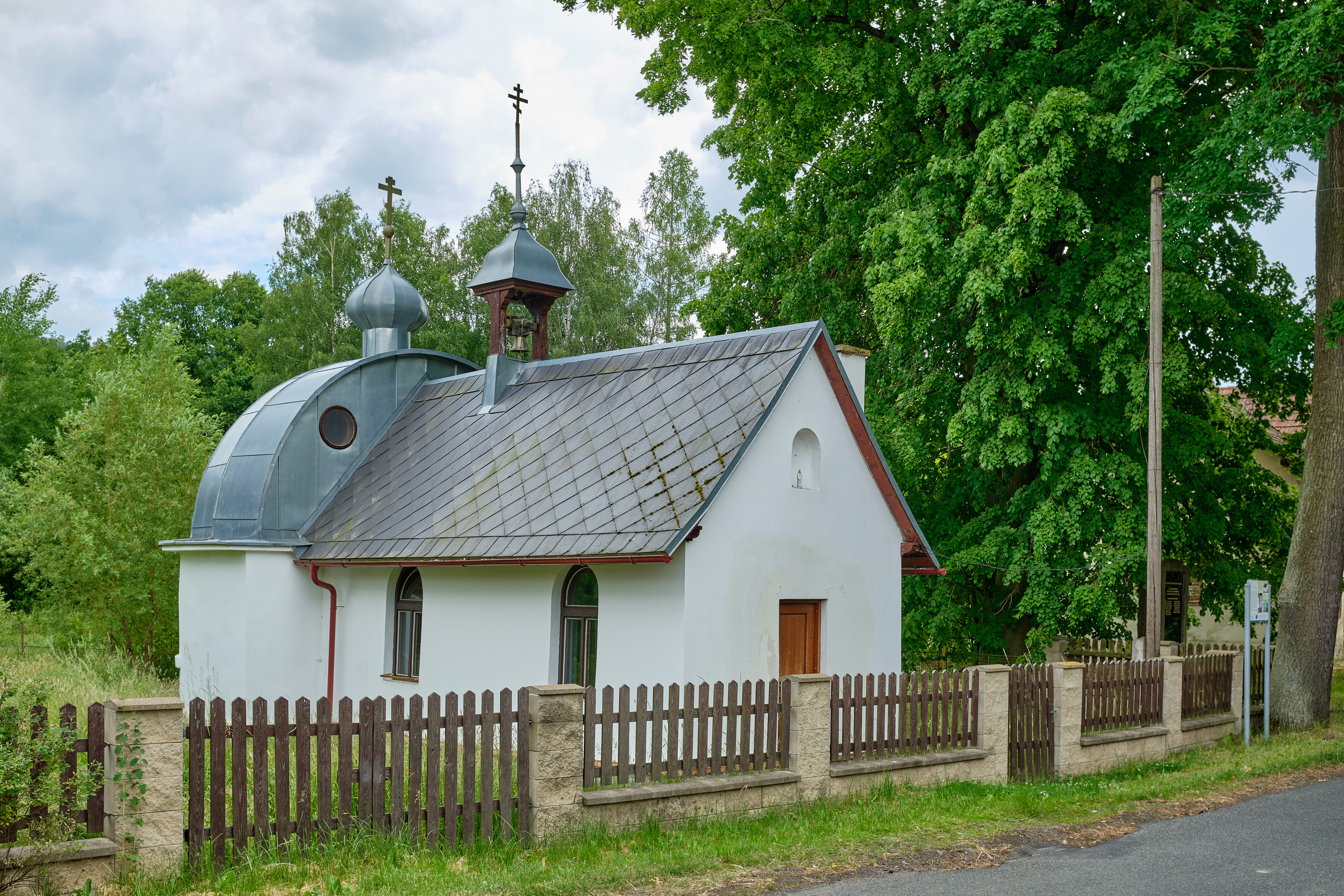
Řeckokatolická kaple Narození přesvaté Bohorodice
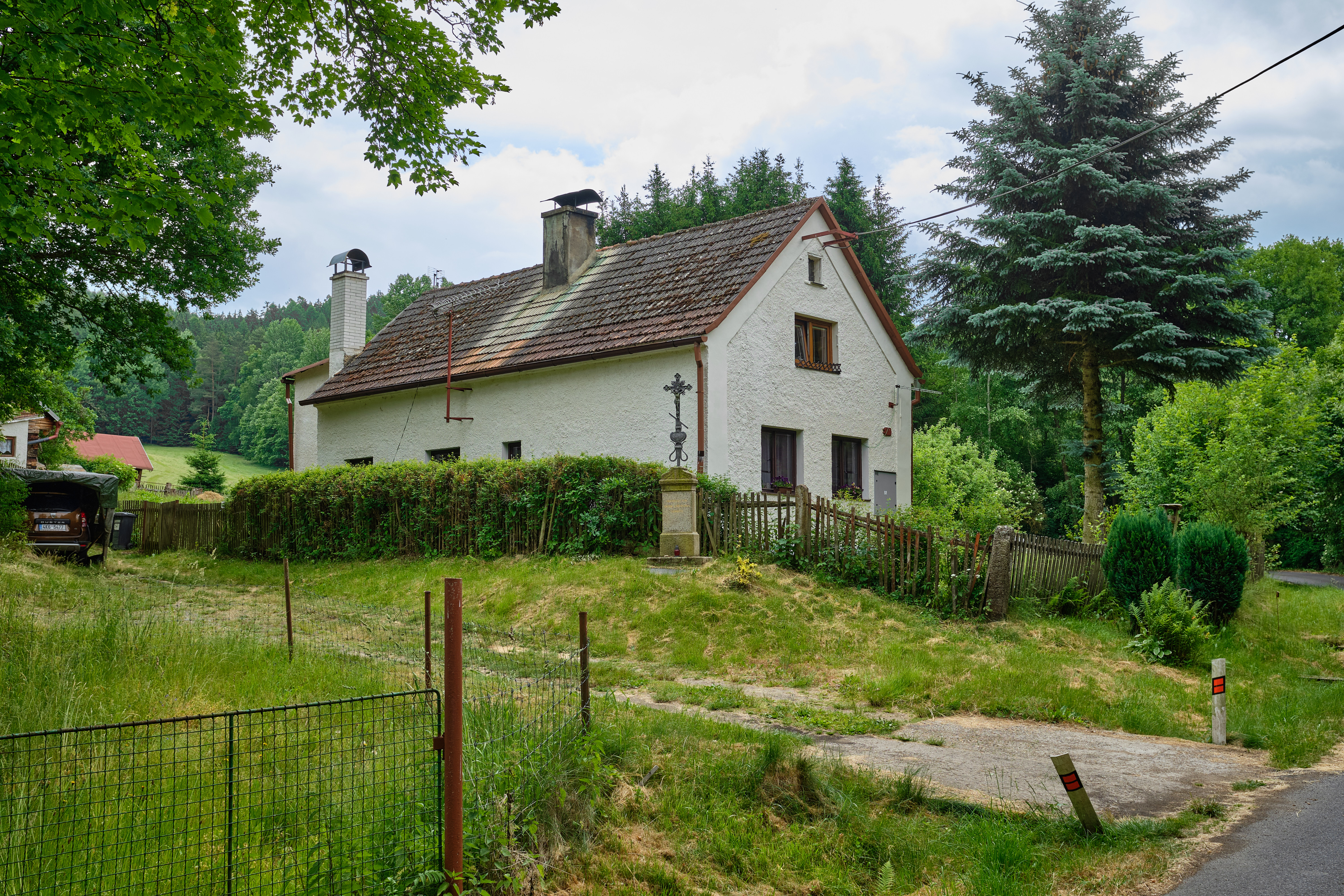
Mokřina čp. 71
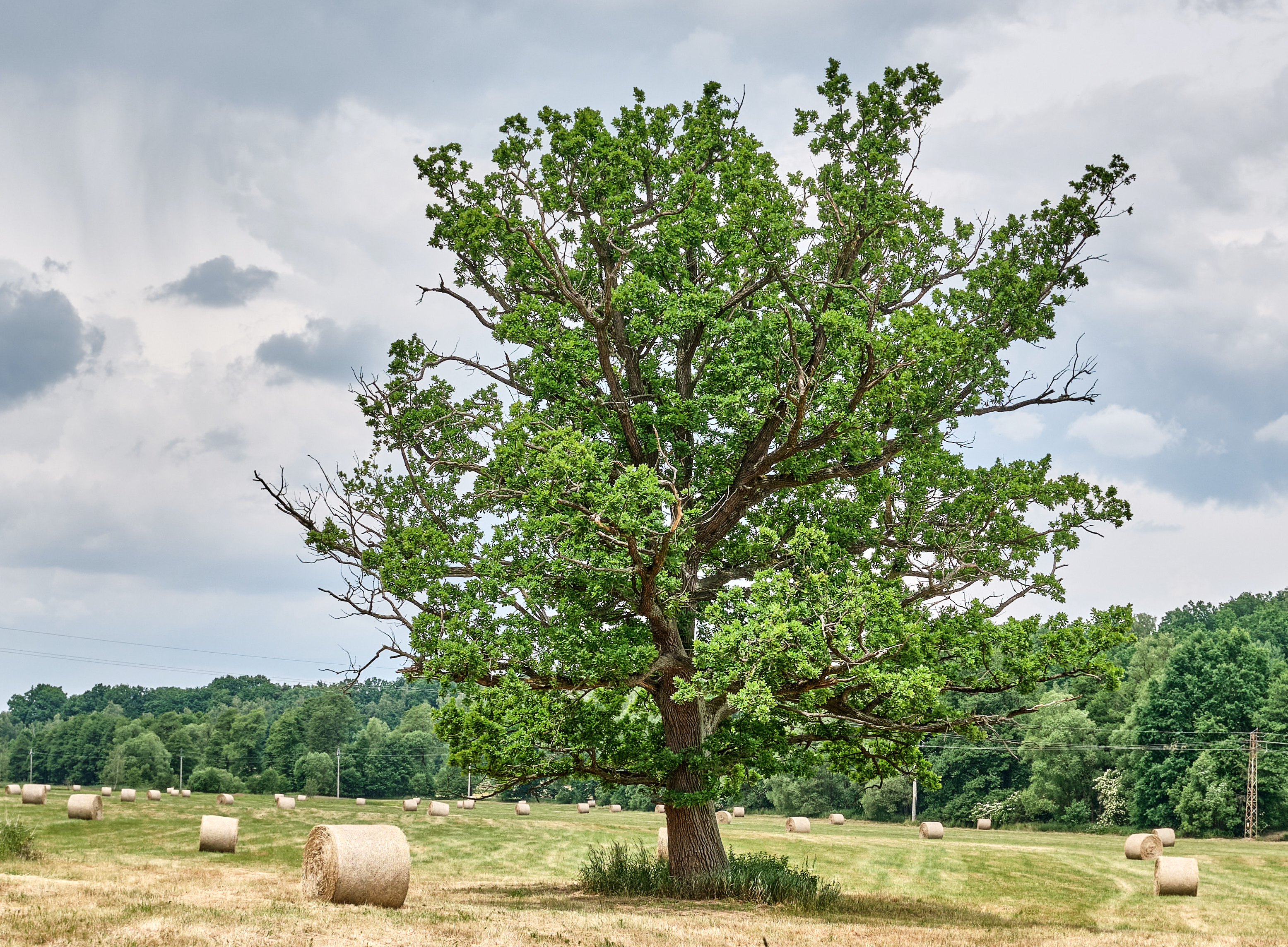
Dub v poli

## Pamětihodnosti
- pravoslavný kostelík